# Judithbrug
De Judithbrug (Tsjechisch: Juditin most) was een brug over de Moldau in de Tsjechische hoofdstad Praag. De brug was de voorloper van de huidige Karelsbrug en bestond eeuwenlang lang als enige vaste verbindingspunt tussen de twee stadsdelen. In 1342 werd de brug door een overstroming zwaar beschadigd en niet meer herbouwd.
De Judithbrug was de tweede stenen brug in Centraal-Europa, na die in het Duitse Regensburg, die er model voor stond. De brug werd gebouwd op initiatief van Judith van Thüringen, de (tweede) gemalin van koning Vladislav II van Bohemen, en droeg haar naam. De bouw van de Judithbrug begon na 1157, toen haar houten voorloper was verwoest, eveneens door hoogwater. De brug was in 1160 of 1172 gereed.
De Judithbrug was 520 meter lang en tien meter breed. Ze werd door zestien pijlers gesteund.
In 1357 liet landsheer Karel IV deze brug vervangen door een constructie van zandsteen om herhaaldelijke beschadigingen te voorkomen, doordat in 1342 de brug zwaar werd beschadigd door een overstroming van de Moldau. Deze nieuwe brug, de Karelsbrug, bevindt zich even zuidelijker.
Resten van de brug bevinden zich in het Kruisherenklooster (fundamenten van de toren) en in de rivier. De Judithbrug behoort daarmee tot de weinige romaanse bruggen waarvan delen bewaard zijn gebleven.